# Alismatales
Alismatales је назив реда монокотиледоних биљака, који већином обухвата примитивне водене врсте. У зависности од класификационе схеме ред обухвата између 2 и 14 породица, а номинотипска породица је породица водене боквице (Alismataceae).

## Класификација

### Кронквистовакласификација (1981)
ред 
породица 
породица 
породица 

### Далгренова класификација
ред 
породица 
породица 
породица 
породица 
породица 

### Тахтаџановакласификација (1997)
ред 
породица 
породица 

### Класификације(1998) и(2003)
ред 
породица 
породица 
породица 
породица 
породица 
породица 
породица 
породица 
породица 
породица 
породица 
породица 
породица 
породица 

### Родови
- -{[[Zostera L.}-